# Sphaerostephanos hoalensis
Sphaerostephanos hoalensis är en kärrbräkenväxtart som beskrevs av Holtt. Sphaerostephanos hoalensis ingår i släktet Sphaerostephanos och familjen Thelypteridaceae. Inga underarter finns listade.